# 白杨里站
白楊里站（：／ Baekyang-ri yeok */?）是京春線沿線的一座高架車站，位於韓國江原道春川市南山面江村里，韓語副站名是「愛麗舍江村」。秋季週末有經龍山站、往十里站、清涼里站的限定班次ITX-青春列車停靠，以及開往愛麗舍江村滑雪場的免費巴士。

## 車站結構
站體為2面2線側式月台的高架車站，候車月台設有月台幕門。

### 月台配置
| ↑ 屈峰山 |
| \| ２    |
| 江村 ↓   |

| 月台 | 路線              | 目的地                         |
| ---- | ----------------- | ------------------------------ |
| 2    | ●首都圈電鐵京春線 | 江村、春川方向                 |
| 3    | ●首都圈電鐵京春線 | 屈峰山、清平、上鳳、清涼里方向 |

## 歷史
- 1939年7月20日：以普通站開始營業。
- 1977年5月1日：停止貨物運輸。
- 2003年4月30日：降級為配置簡易站。
- 2004年12月10日：降級為無配置簡易站，拆除鐵路售票券終端機。
- 2010年12月21日：京春線鐵路複線電氣化工程完工，遷移至距離起點57.6公里處，首都圈電鐵京春線開始運行。

## 圖片

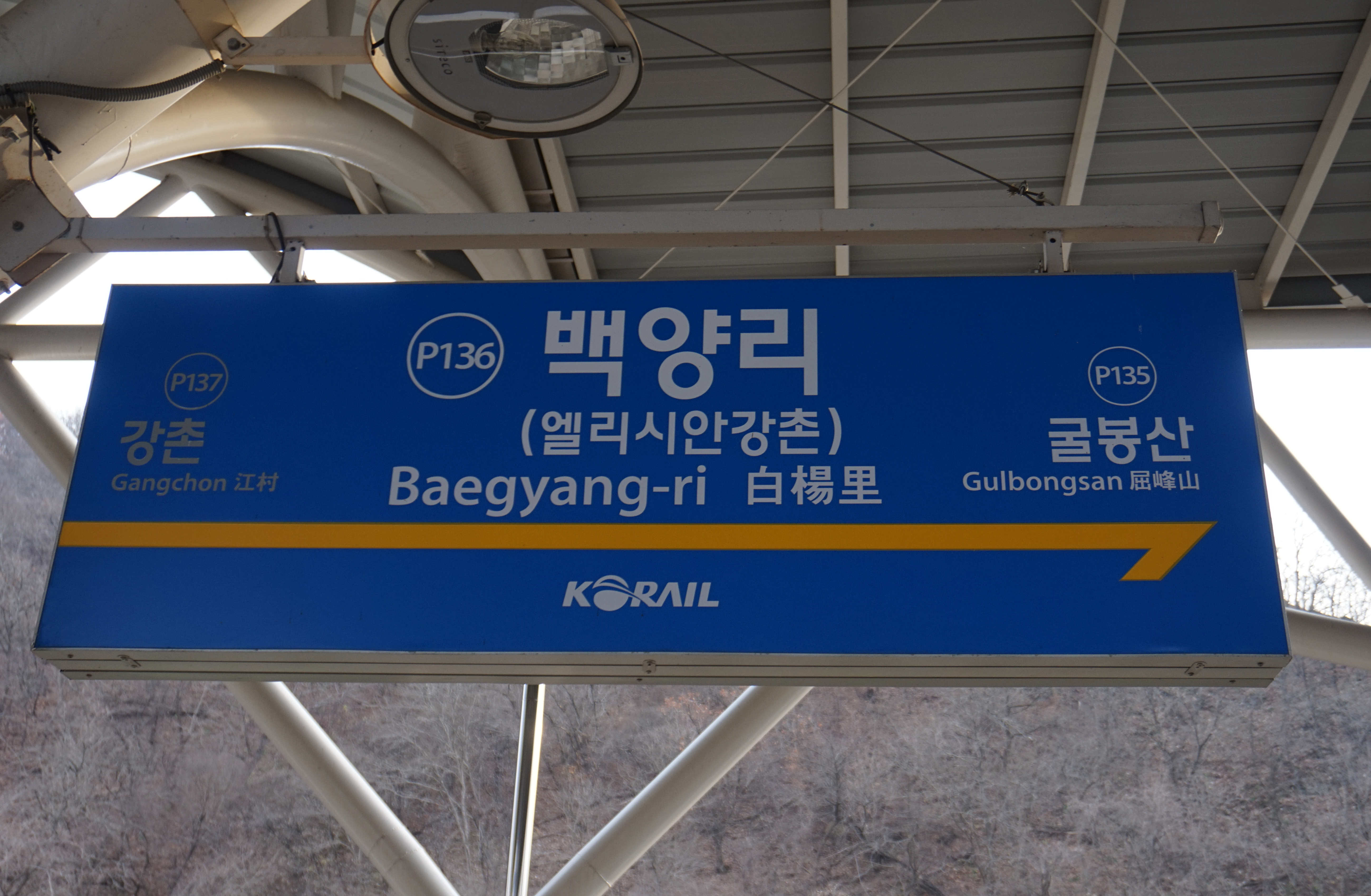
站名牌
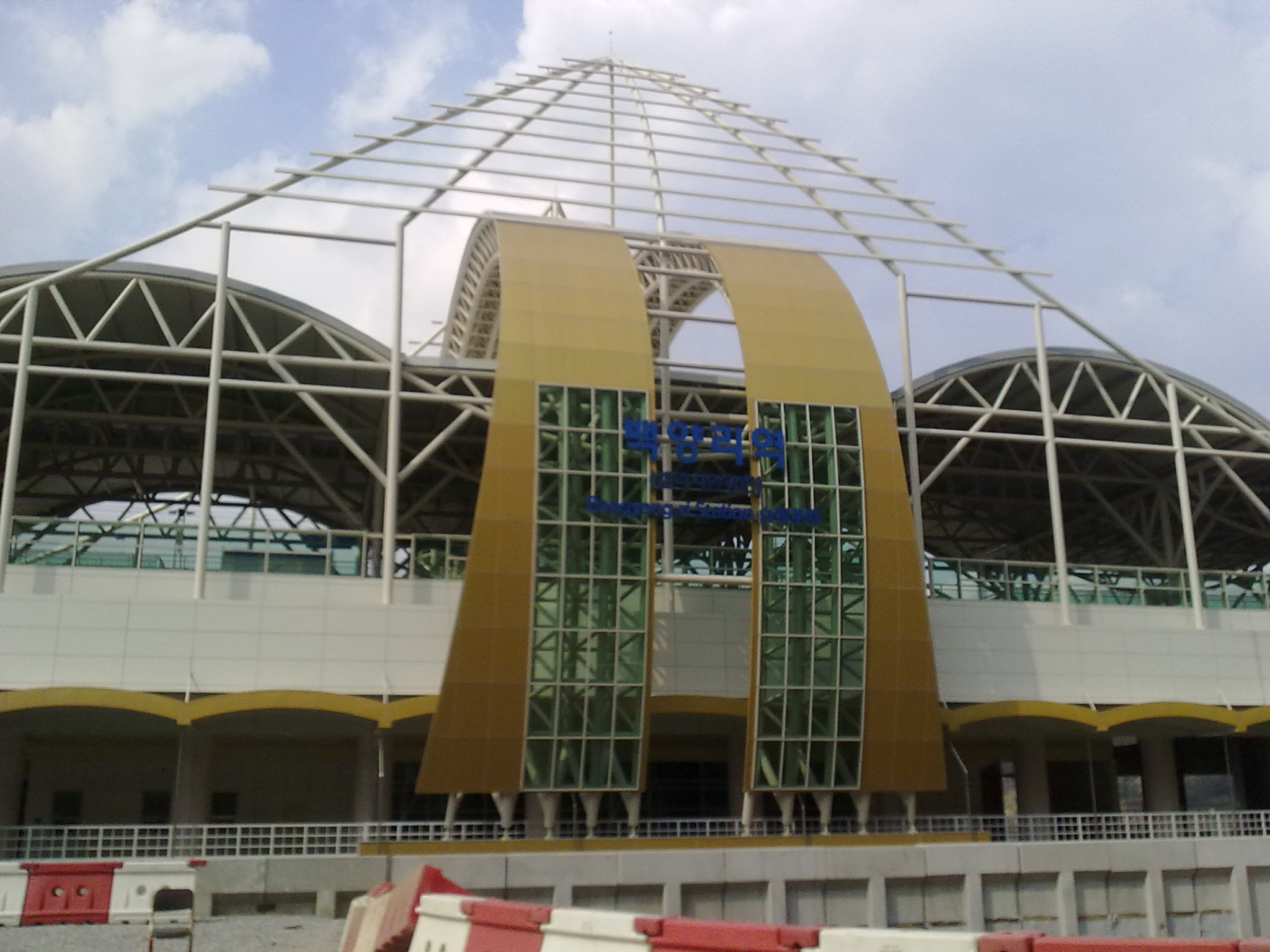
車站建築
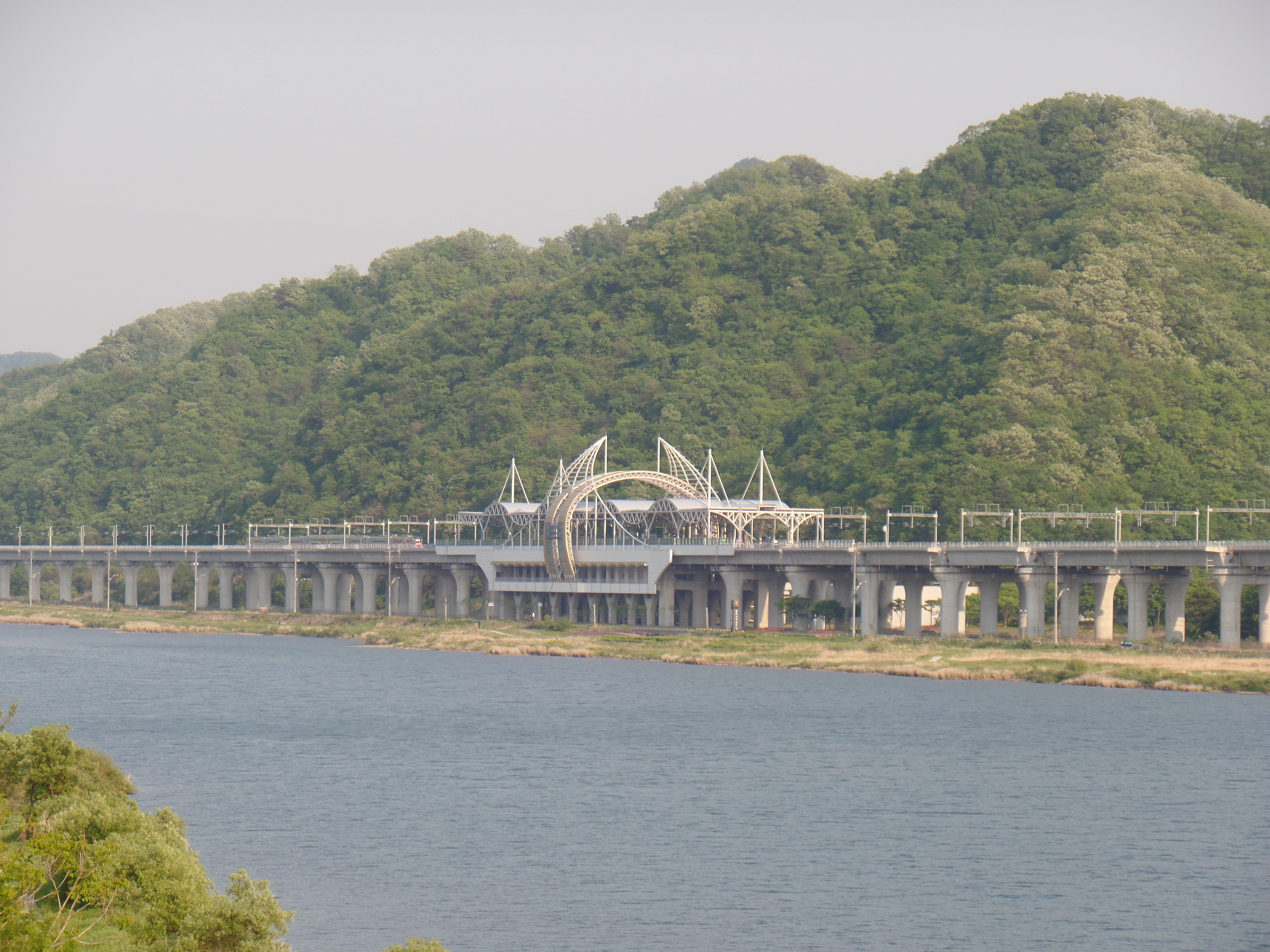
遠眺車站
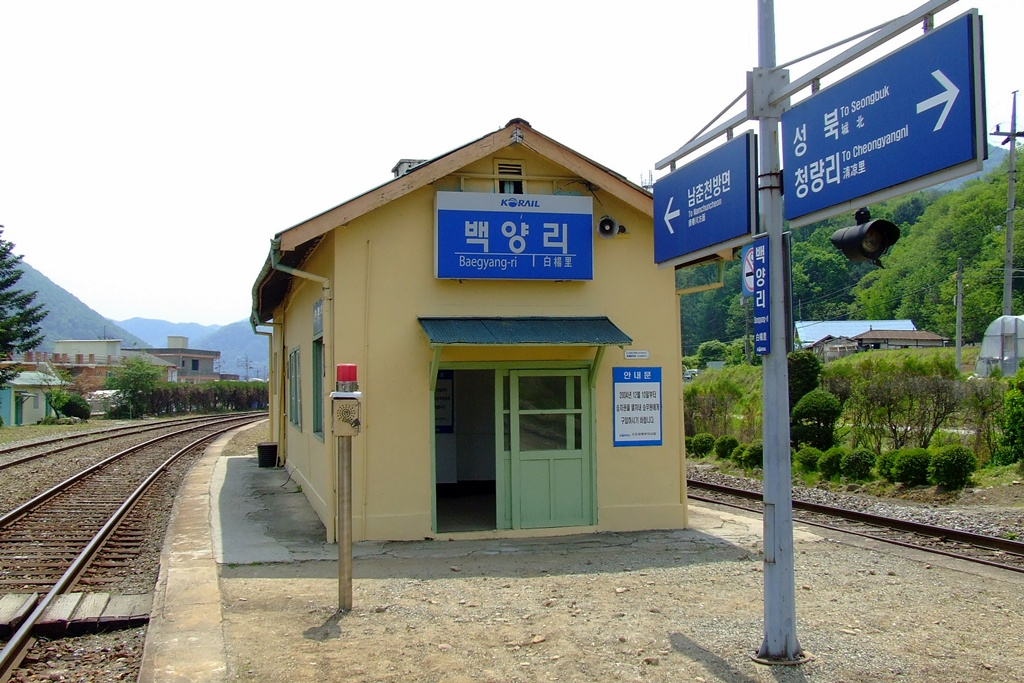
舊站站房
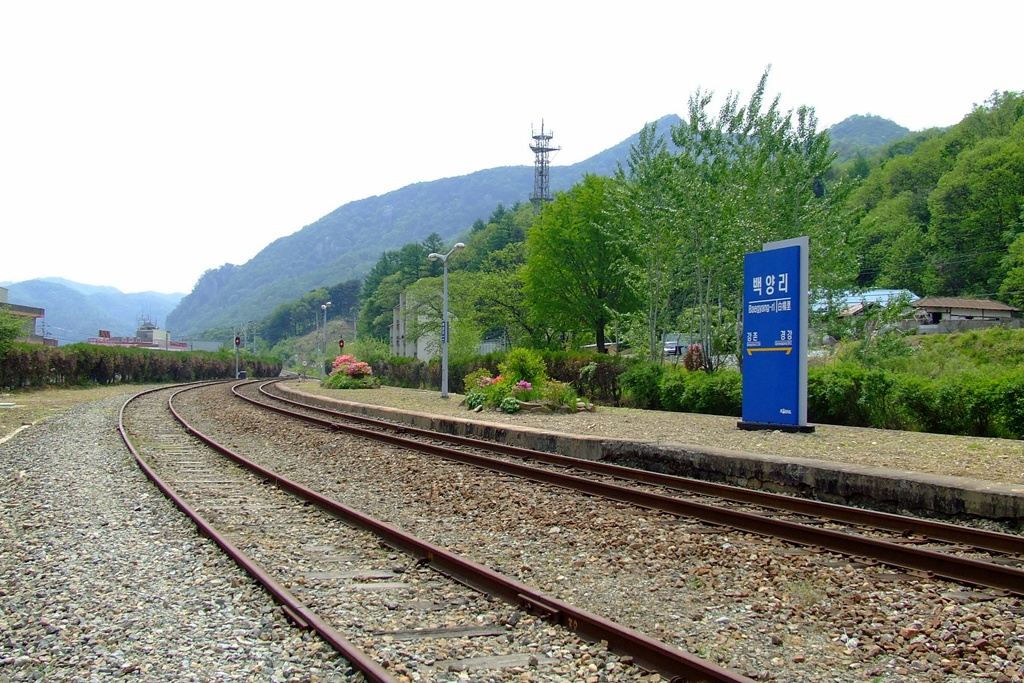
舊站月台與軌道

## 相鄰車站
韓國鐵道公社
●首都圈電鐵京春線
緩行
屈峰山（P135）－白楊里（P136）－江村（P137）